# Vačice černoramenná
Vačice černoramenná (Caluromysiops irrupta) je vačice, která pochází z Jižní Ameriky. Byla nalezena v amazonském pralese v Bolívii, Brazílii, Kolumbii a Peru.
Tato zvířata žijí v noci v korunách stromů a dny přečkávají v dutinách stromů. Mají velké oči, které jim pomáhají vidět ve tmě. Jejich srst je krátká, hustá, černá na zadní straně a šedá na zbytku těla. Chápavý ocas jim slouží k držení na větvích. Přední nohy jsou delší než zadní. Živí se plody a larvami.

## Základní data
- hmotnost: 200 – 600, výjimečně 700 gramů
- délka: 21 – 27 cm, ocas může dorůstat až do délky 31 cm